# Viceprim-ministrul României
Viceprim-ministrul României, oficial Viceprim-ministru al Guvernului României, este ministru în Guvernul României. Este considerat un rol fără portofoliu. Actualii viceprim-miniștri sunt:
| Poză            | Partid | Început           |
| --------------- | ------ | ----------------- |
| Marian Neacșu   | PSD    | 15 iunie 2023     |
| Cătălin Predoiu | PNL    | 15 iunie 2023     |
| Tánczos Barna   | UDMR   | 23 decembrie 2024 |
| Ionuț Moșteanu  | USR    | 23 iunie 2025     |

## 1932-1947 (PerioadaRegatului României)
| Portret | Nume               | Termen             | Termen            | Partid        | Prim ministru                        |
| ------- | ------------------ | ------------------ | ----------------- | ------------- | ------------------------------------ |
|         | Gheorghe Mironescu | 20 octombrie 1932  | 13 noiembrie 1933 | PNȚ           | Iuliu Maniu Alexandru Vaida-Voevod   |
|         | Ion Inculeț        | 29 august 1936     | 14 noiembrie 1937 |               | Gheorghe Tătărescu                   |
|         | Armand Călinescu   | 1 februarie 1939   | 6 martie 1939     | FRN           | Miron Cristea                        |
|         | Gheorghe Mihail    | 4 iulie 1940       | 4 septembrie 1940 | MIL.          | Ion Gigurtu                          |
|         | Horia Sima         | 14 septembrie 1940 | 20 ianuarie 1941  | Garda de Fier | Ion Antonescu                        |
|         | Mihai Antonescu    | 20 ianuarie 1941   | 23 august 1944    | Independent   | Ion Antonescu                        |
|         | Petru Groza        | 4 noiembrie 1944   | 28 februarie 1945 | FP            | Constantin Sănătescu Nicolae Rădescu |
|         | Gheorghe Tătărescu | 6 martie 1945      | 5 noiembrie 1947  | PNL-T         | Petru Groza                          |

## Lista viceprim-miniștrilor (1989–prezent,România)
| Portrait | Name                         | Term of office    | Term of office    | Party       | Prime Minister                  |
| -------- | ---------------------------- | ----------------- | ----------------- | ----------- | ------------------------------- |
|          | Mihai Drăgănescu             | 28 decembrie 1989 | 31 mai 1990       | FSN         | Petre Roman                     |
|          | Gelu Voican Voiculescu       | 28 decembrie 1989 | 28 iunie 1990     | FSN         | Petre Roman                     |
|          | Ion Aurel Stoica             | 28 martie 1990    | 28 iunie 1990     | FSN         | Petre Roman                     |
|          | Anton Vătășescu              | 28 martie 1990    | 28 iunie 1990     | FSN         | Petre Roman                     |
|          | Dan Nica                     | 22 decembrie 2008 | 1 octombrie 2009  | PSD         | Emil Boc                        |
|          | Vasile Blaga (Interimar)     | 1 octombrie 2009  | 27 noiembrie 2009 | PDL         | Emil Boc                        |
|          | Béla Markó                   | 23 decembrie 2009 | 9 februarie 2012  | UDMR        | Emil Boc Mihai Răzvan Ungureanu |
|          | Florin Georgescu             | 7 mai 2012        | 21 decembrie 2012 | Independent | Victor Ponta                    |
|          | Daniel Chițoiu               | 21 decembrie 2012 | 19 februarie 2014 | PNL         | Victor Ponta                    |
|          | Liviu Dragnea                | 21 decembrie 2012 | 5 martie 2014     | PSD         | Victor Ponta                    |
|          | Gabriel Oprea                | 21 decembrie 2012 | 5 martie 2014     | UNPR        | Victor Ponta                    |
|          | Victor Ponta (Interimar)     | 19 februarie 2014 | 5 martie 2014     | PSD         | Victor Ponta                    |
|          | Kelemen Hunor                | 5 martie 2014     | 24 noiembrie 2014 | UDMR        | Victor Ponta                    |
|          | Liviu Dragnea                | 5 martie 2014     | 13 decembrie 2014 | PSD         | Victor Ponta                    |
|          | Gabriel Oprea                | 5 martie 2014     | 13 decembrie 2014 | UNPR        | Victor Ponta                    |
|          | Daniel Constantin            | 5 martie 2014     | 13 decembrie 2014 | PC          | Victor Ponta                    |
|          | Csilla Hegedüs               | 24 noiembrie 2014 | 13 decembrie 2014 | UDMR        | Victor Ponta                    |
|          | Gabriel Oprea                | 17 decembrie 2014 | 9 noiembrie 2015  | UNPR        | Victor Ponta                    |
|          | Vasile Dîncu                 | 17 noiembrie 2015 | 4 ianuarie 2017   | Independent | Dacian Cioloș                   |
|          | Costin Borc                  | 17 noiembrie 2015 | 4 ianuarie 2017   | Independent | Dacian Cioloș                   |
|          | Daniel Constantin            | 4 ianuarie 2017   | 3 aprilie 2017    | ALDE        | Sorin Grindeanu                 |
|          | Sevil Shhaideh               | 4 ianuarie 2017   | 14 iunie 2017     | PSD         | Sorin Grindeanu                 |
|          | Grațiela-Leocadia Gavrilescu | 3 aprilie 2017    | 14 iunie 2017     | ALDE        | Sorin Grindeanu                 |
|          | Augustin Jianu               | 16 iunie 2017     | 29 iunie 2017     | PSD         | Sorin Grindeanu                 |
|          | Sevil Shhaideh               | 29 iunie 2017     | 17 octombrie 2017 | PSD         | Mihai Tudose                    |
|          | Marcel Ciolacu               | 29 iunie 2017     | 29 ianuarie 2018  | PSD         | Mihai Tudose                    |
|          | Grațiela Gavrilescu          | 29 iunie 2017     | 29 ianuarie 2018  | ALDE        | Mihai Tudose                    |
|          | Paul Stănescu                | 17 octombrie 2017 | 29 ianuarie 2018  | PSD         | Mihai Tudose                    |
|          | Grațiela Gavrilescu          | 29 ianuarie 2018  | 27 august 2019    | ALDE        | Viorica Dăncilă                 |
|          | Paul Stănescu                | 29 ianuarie 2018  | 4 noiembrie 2019  | PSD         | Viorica Dăncilă                 |
|          | Viorel Ștefan                | 29 ianuarie 2018  | 4 noiembrie 2019  | PSD         | Viorica Dăncilă                 |
|          | Raluca Turcan                | 4 noiembrie 2019  | 23 decembrie 2020 | PNL         | Ludovic Orban                   |
|          | Dan Barna                    | 23 decembrie 2020 | 6 septembrie 2021 | USR         | Florin Cîțu                     |
|          | Kelemen Hunor                | 23 decembrie 2020 | 25 noiembrie 2021 | UDMR        | Florin Cîțu                     |
|          | Sorin Grindeanu              | 25 noiembrie 2021 | 15 iunie 2023     | PSD         | Nicolae Ciucă                   |
|          | Kelemen Hunor                | 25 noiembrie 2021 | 15 iunie 2023     | UDMR        | Nicolae Ciucă                   |
|          | Marian Neacșu                | 15 iunie 2023     | 23 decembrie 2024 | PSD         | Marcel Ciolacu                  |
|          | Cătălin Predoiu              | 15 iunie 2023     | 23 decembrie 2024 | PNL         | Marcel Ciolacu                  |
|          | Marian Neacșu                | 23 decembrie 2024 | 23 iunie 2025     | PSD         | Marcel Ciolacu                  |
|          | Cătălin Predoiu              | 23 decembrie 2024 | 23 iunie 2025     | PNL         | Marcel Ciolacu                  |
|          | Tánczos Barna                | 23 decembrie 2024 | 23 iunie 2025     | UDMR        | Marcel Ciolacu                  |
|          | Marian Neacșu                | 23 iunie 2025     | în funcție        | PSD         | Ilie Bolojan                    |
|          | Cătălin Predoiu              | 23 iunie 2025     | în funcție        | PNL         | Ilie Bolojan                    |
|          | Tánczos Barna                | 23 iunie 2025     | în funcție        | UDMR        | Ilie Bolojan                    |
|          | Ionuț Moșteanu               | 23 iunie 2025     | în funcție        | USR         | Ilie Bolojan                    |
|          | Dragoș Anastasiu             | 23 iunie 2025     | 27 iulie 2025     | Independent | Ilie Bolojan                    |